# Francis X. Bushman
Francis Xavier Bushman (10 de janeiro de 1883 – 23 de agosto de 1966) foi um ator, cineasta e roteirista estadunidense da era do cinema mudo. Bushman apareceu em cerca de 200 filmes e trabalhou para estúdios como Essanay Studios, Vitagraph Studios e Metro Pictures Corporation.

## Biografia

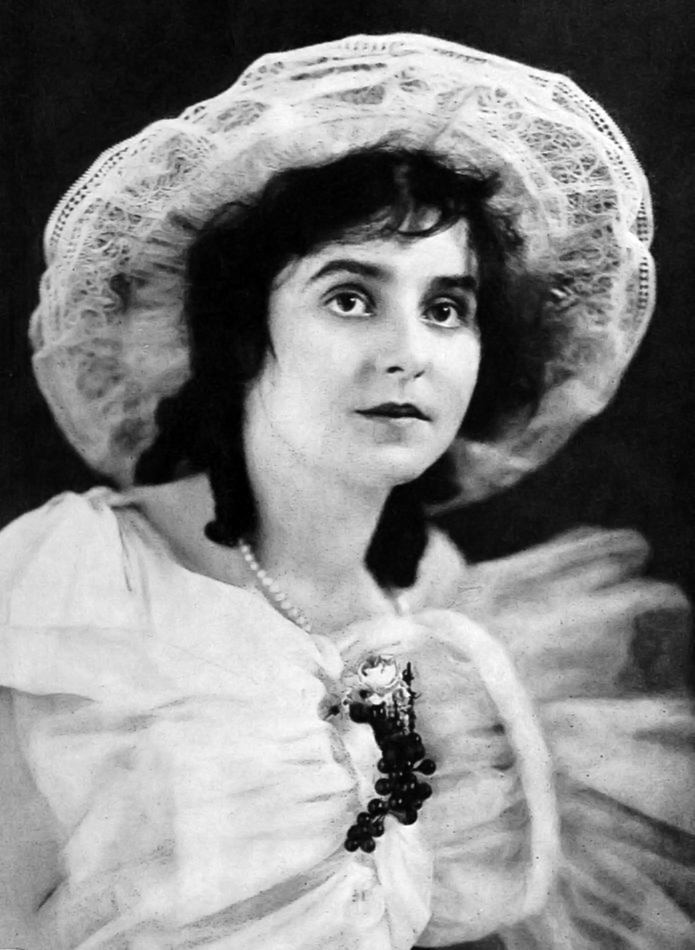
Beverly Bayne, que protagonizou um escândalo nacional ao lado de Bushman.

Bushman nasceu em Baltimore, Maryland. e foi educado no Ammendale College, Maryland. Quando jovem, entrou para o Clube Atlético de Maryland, onde desenvolveu seu físico musculoso e citava Eugen Sandow como uma das suas influências. Trabalhou como um modelo para escultores em Nova York, muitas vezes posando nu para os alunos de arte. Bushman, como muitos de seus contemporâneos, iniciou sua carreira no teatro. Ele estava atuando no Essanay Studios em Chicago, Illinois, quando foi reconhecido por suas características físicas.
Em 1902, Bushman casou com Josephine Fladung, uma modista, e no início de sua carreira, já tinha cinco filhos. Em 1918, Bushman se tornou o centro de um escândalo nacional, quando se tornou público seu relacionamento amoroso com a colega de atuação, Beverly Bayne. Sua esposa pediu o divórcio, e três dias após o divórcio se concretizar, ele casou secretamente com Bayne; posteriormente tiveram um filho, Richard Stansbury Bayne,[carece de fontes?] que se suicidou em 1957. Bushman e os estúdios onde trabalhava, Essanay e Metro, haviam guardado o segredo do casamento, temendo que isso afetasse sua popularidade. Ele casou quatro vezes: com Josephine Fladung Duval (1902-1918),[carece de fontes?] Beverly Bayne (1918-1925), Norma Emily Atkin (1933-1956) e Iva Millicient Richardson (1956-1966), com quem viveu até sua morte.
Sua estreia no cinema foi no filme His Friend's Wife, em 1911, pelo Essanay Studios, em Chicago. Em 1915, assinou contrato com a Metro. Nos anos 1920, Bushman contratou Harry Reichenbach como seu agente. Quando Bushman soube que faria o papel de um escravo no filme Ben-Hur, de 1925, Reichenbach teve uma ideia para aumentar sua liquidez. Ele levou Bushman para encontrar alguns executivos do estúdio na estação ferroviária e deixou cair moedas de um centavo de seu bolso, pelas ruas. As pessoas os seguiam, pegando as moedas, e os executivos tiveram a impressão de que Bushman era muito popular, lançando-o como Messala na produção. Bushman estava preocupado com o fato de que a interpretação de um vilão prejudicaria sua carreira, e pediu conselhos a William S. Hart (com quem tinha atuado no palco durante anos), sobre se devia ou não pegar o papel. Hart disse: “Pegue-o! A sua é a melhor parte na peça”. Ao contrário de Ramón Novarro, a estrela do filme, Bushman sabia como conduzir uma biga. Quando Ben-Hur foi refeito em 1959, Charlton Heston teve que aprender a habilidade e brincou: “o único homem em Hollywood que pode conduzir uma biga é Francis X. Bushman – e ele é muito velho!”. Bushman era dezesseis anos mais velho que Novarro, apesar de seus personagens terem passado a infância juntos. Esse papel pode ter elevado a carreira de Bushman ao estrelato, exceto pelo fato de, alegadamente, estar na lista negra de Louis B. Mayer do estúdio Metro Goldwyn Mayer. Os historiadores de cinema escrevem que, quando Mayer visitou Bushman em casa, o manobrista, por não conhecê-lo, recusou-lhe a entrada, e isso foi considerado um insulto para Mayer.

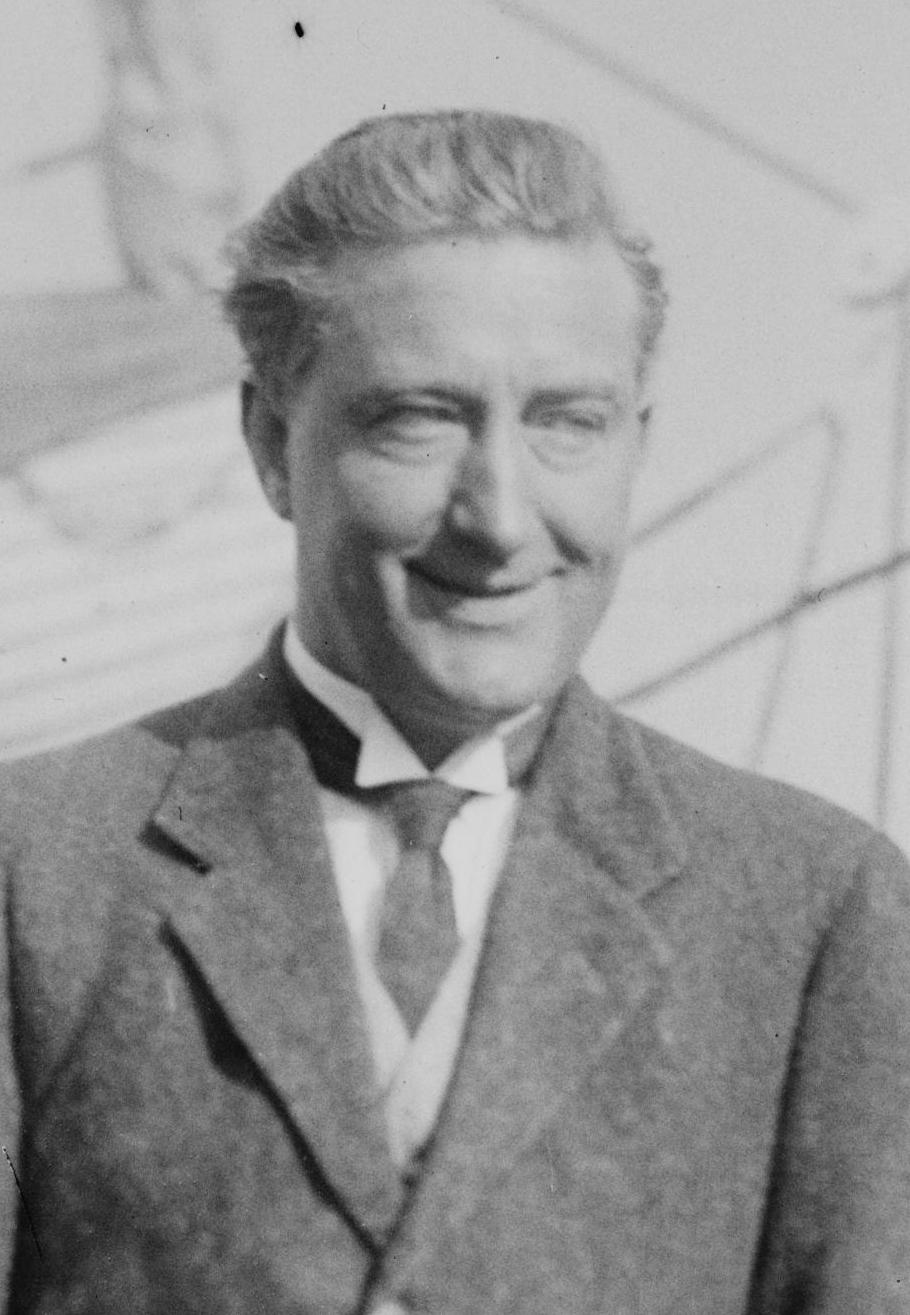

No auge de sua carreira, Bushman foi anunciado como o homem mais bonito do mundo. Ele também era conhecido como “o rei da Photoplay” ou “o Rei dos filmes”, apelido mais tarde usado para Clark Gable. Durante esse tempo, ele casou-se com Bayne e viveu com ela em sua propriedade de Maryland, Bushmoor, com aproximadamente trinta cães de estimação e (alegadamente) a maior coleção particular de pássaros canoros no mundo.

## Fim de carreira
Bushman teve grandes salários durante sua carreira cinematográfica e doou a sua casa e o terreno sobre o qual ela ficava no Hollywood Boulevard para Sid Grauman, que erigiu ali o seu famoso Chinese Theater. Sua fortuna, porém, foi exterminada no Crash da Bolsa de 1929, e sua carreira como uma estrela de cinema havia chegado ao fim. Bushman passou a ganhar a vida com pequenos papéis em filmes e com algumas pequenas empresas.
Depois que sua carreira cinematográfica tinha desvanecido, Bushman deixou sua marca na rádio CBS de radiodifusão numa longa série dramática intitulada Those We Love, que decorreu entre 1938 e 1945, e Bushman desempenhou o papel de John Marshall, o pai dos gêmeos (interpretados por Richard Cromwell e Nan Grey). Robert Cummings completava o elenco.
Em seus últimos anos, ele atuou na televisão, em pequenos papéis em séries, tais como Peter Gunn, Make Room for Daddy, The Many Loves of Dobie Gillis e Dr. Kildare. Em 1956, Bushman apareceu em um episódio de Burns and Allen (#73) interpretando a si mesmo. Atuou também em Perry Mason, em dois episódios de 1960: Lawrence King em "The Case of the Flighty Father" e Courtney Jeffers em "The Case of the Nine Dolls". Bushman fez também dois filmes de ficção científica, 12 to the Moon (1960) produzido pela Columbia Pictures e The Phantom Planet produzido pela American International Pictures (1961).

## Morte
Francis X. Bushman morreu de ataque cardíaco, em Pacific Palisades, Califórnia, a 23 de agosto de 1966, e foi sepultado no Forest Lawn Memorial Park, em Glendale. Um pouco apropriadamente, uma das suas últimas aparições na televisão (filmadas apenas semanas antes de sua morte) tinha sido como um colecionador de cinema mudo, ameaçado pelo Charada na série Batman. Bushman e seu co-star em The Grip of the Yukon, Neil Hamilton, aparecem juntos no episódio – sua primeira reunião em 38 anos.
Após sua morte, um episódio de Voyage to the Bottom of the Sea com Bushman interpretando Old Man, foi lançado em outubro de 1966. Foi sua última atuação nas telas.[carece de fontes?]
Por sua contribuição para o cinema, Bushman tem uma estrela na Calçada da Fama, no 1651 Vine St.

## Família
Seu filho Ralph Everly Bushman (1903–1978) fez carreira no cinema entre as décadas de 1920 e 1940, atuando em mais de 40 filmes. Muitas vezes foi anunciado como Francis X. Bushman, Jr. Outro filho, Bruce Bushman, foi diretor de arte e designer para Walt Disney, no Walt Disney Animation Studios.[carece de fontes?]
Sua neta Barbara Bushman Quine casou com o ator Harry Morgan. Na quarta temporada de M*A*S*H, no episódio The Interview, o personagem interpretado por Harry Morgan, Coronel Potter, refere-se aos gloriosos dias da cavalaria como "... os dias de Douglas Fairbanks e Francis X. Bushman". Um neto, Pat Conway (1931–1981), filho do diretor Jack Conway e da filha de Bushman, Virginia, estrelou na série de western da ABC, Tombstone Territory.
Muito do trabalho de cinema mudo de Bushman foi perdido devido aos estragos da decomposição dos filmes. Além de Messala em Ben-Hur, ele não é muito conhecido em outros papéis do cinema mudo.

## Filmografia parcial

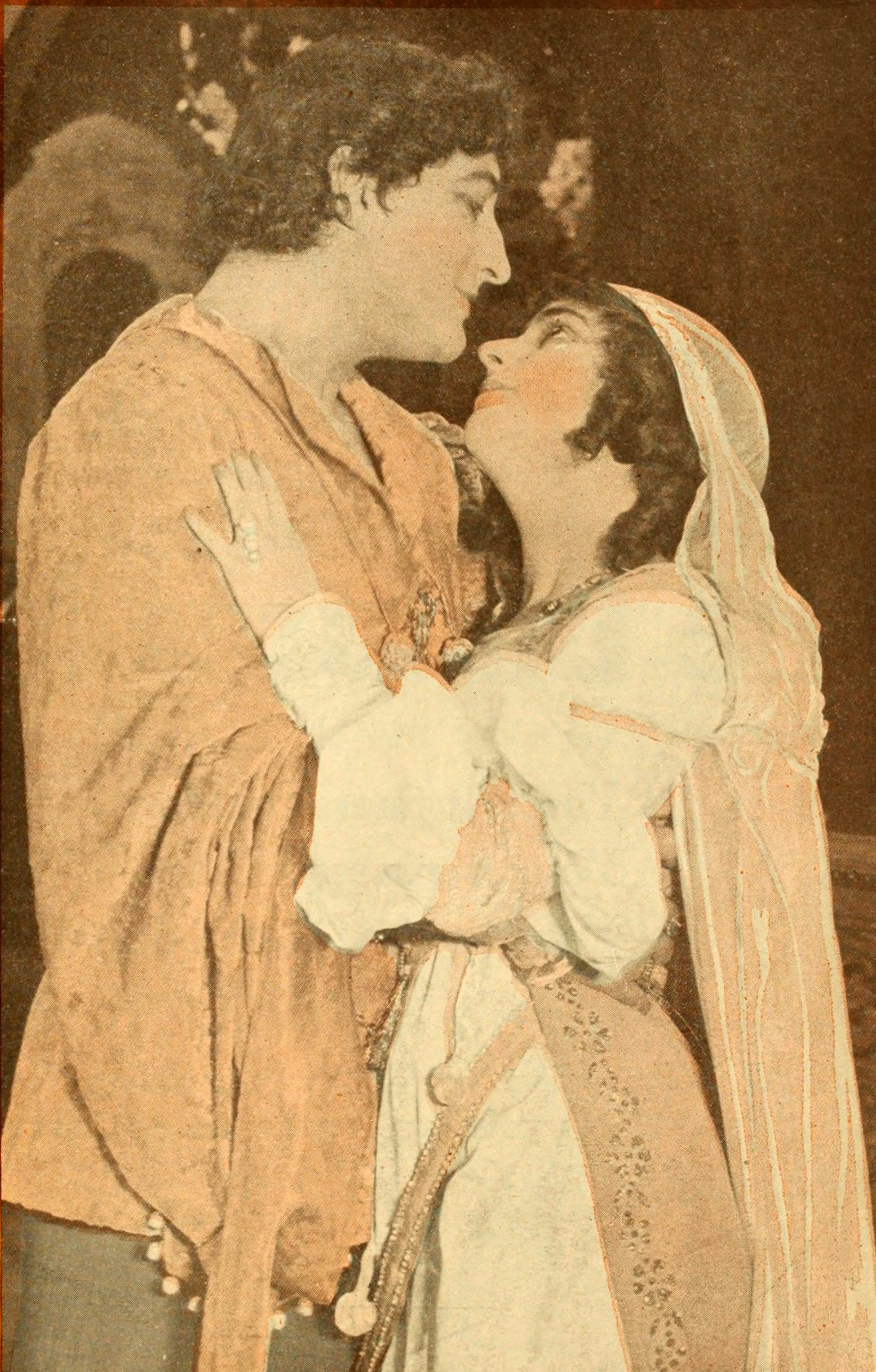
Cena do filme Romeo and Juliet (1916)

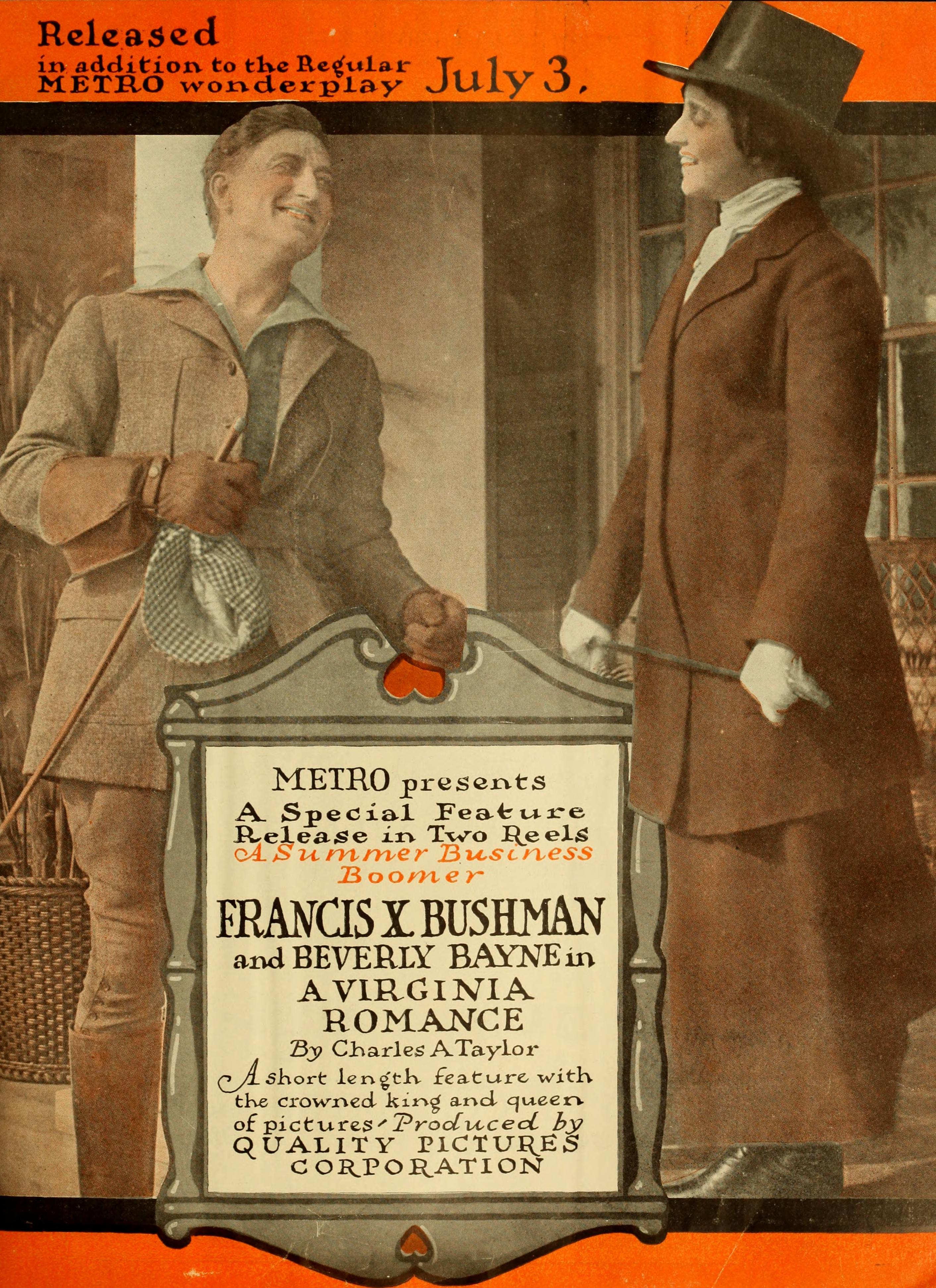
Cena do filme A Virginia Romance (1916)

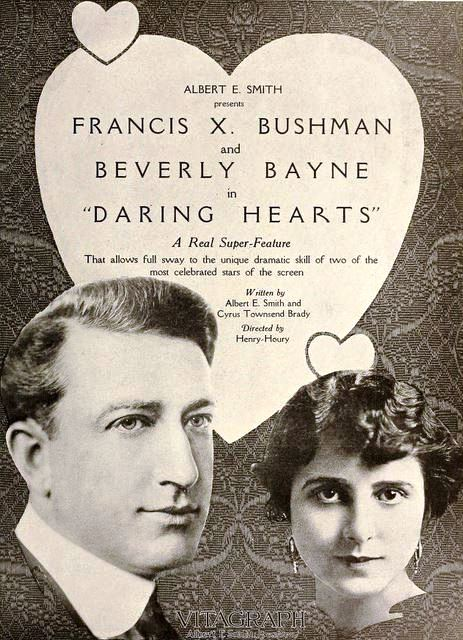
Cartaz do filme Daring Hearts, de 1919, ao lado de Beverly Bayne.

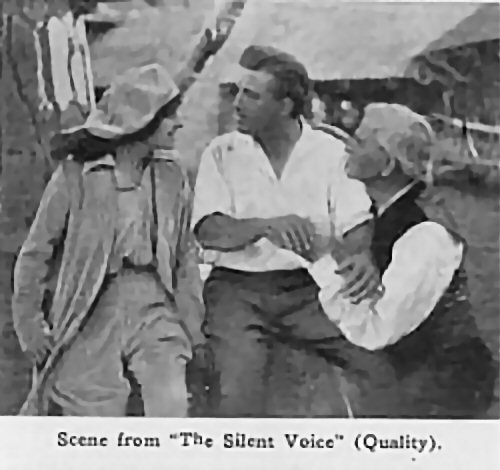
Cena de The Silent Voice (1915), com Francis X. Bushman, Frank Bacon e Marguerite Snow.

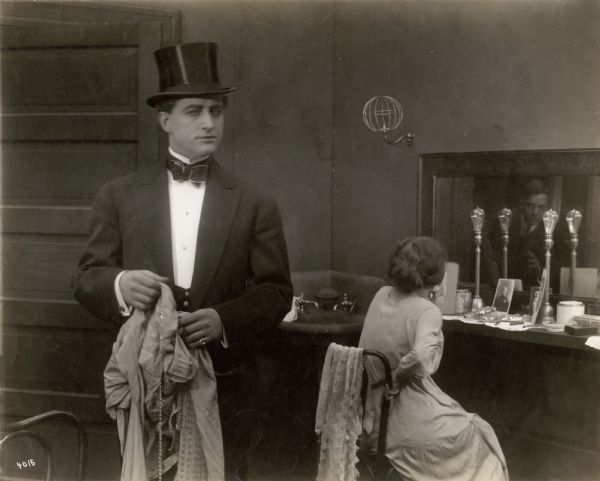
Cena da produção da Essanay Studios em 1914, Ashes of Hope, com Francis X. Bushman e Ruth Stonehouse.

### 1911
- His Friend's Wife
- The Rosary
- Her Dad the Constable
- God's Inn by the Sea
- The New Manager
- The Gordian Knot
- Live, Love and Believe
- Fate's Funny Frolic
- The Playwright
- Putting It Over
- The Dark Romance of a Tobacco Tin
- Two Men and a Girl
- The Burglarized Burglar
- Saved from the Torrents
- Lost Years
- Reparation
- A False Suspicion
- Pals
- Bill Bumper's Bargain
- He Fought for the U.S.A.
- The Empty Saddle
- Too Much Turkey
- The Quinceville Raffle
- The Madman
- The Long Strike
- The Goodfellow's Christmas Eve';'
- For Memory's Sake

### 1912
- Daydream of a Photoplay Artist (curta-metragem)
- The Mail Order Wife
- The Old Florist (curta-metragem)
- The Little Poet (curta-metragem)
- Alias Billy Sargent (curta-metragem)
- A Brother's Error (curta-metragem)
- The Hospital Baby (curta-metragem)
- The Melody of Love (curta-metragem)
- Her Boys (curta-metragem)
- Tracked Down (curta-metragem)
- The Little Black Box (curta-metragem)
- The Turning Point (curta-metragem)
- Out of the Depths (curta-metragem)
- At the End of the Trail (curta-metragem)
- Teaching a Liar a Lesson (curta-metragem)
- Lonesome Robert (curta-metragem)
- The Rivals (curta-metragem)
- Napatia, the Greek Singer
- Out of the Night (curta-metragem)
- The Eye That Never Sleeps (curta-metragem)
- A Good Catch (curta-metragem)
- The Laurel Wreath of Fame (curta-metragem)
- The Mis-Sent Letter (curta-metragem)
- The Passing Show (curta-metragem)
- Return of William Marr (curta-metragem)
- Billy and the Butler
- White Roses
- The Butterfly Net
- Signal Lights
- The Understudy
- Her Hour of Triumph
- The New Church Organ
- The Old Wedding Dress
- The Magic Wand
- Twilight
- The Fall of Montezuma
- Neptune's Daughter
- The Voice of Conscience
- The End of the Feud
- The Warning Hand
- Chains
- When Wealth Torments
- The House of Pride
- The Penitent
- The Iron Heel
- The Error of Omission
- The Virtue of Rags
- The Cat's Paw
- Requited Love

### 1913
- Little Ned
- When Soul Meets Soul
- The Thirteenth Man
- The Farmer's Daughter
- The Discovery
- A Mistaken Accusation
- The Pathway of Years
- The Spy's Defeat (curta-metragem)
- Let No Man Put Asunder (curta-metragem)
- A Brother's Loyalty (curta-metragem)
- The Whip Hand (curta-metragem)
- The Power of Conscience (curta-metragem)
- The Hermit of Lonely Gulch (curta-metragem)
- Sunlight (curta-metragem)
- The Right of Way (curta-metragem)
- For Old Time's Sake (curta-metragem)
- Tony, the Fiddler (curta-metragem)
- Dear Old Girl (curta-metragem)
- The Way Perilous (curta-metragem)
- The Toll of the Marshes (curta-metragem)
- The Little Substitute (curta-metragem)
- The Stigma (curta-metragem)

### 1914
- Hearts and Flowers (curta-metragem)
- The Hour and the Man(curta-metragem)
- Through the Storm(curta-metragem)
- The Girl at the Curtain(curta-metragem)
- Dawn and Twilight(curta-metragem)
- Mongrel and Master(curta-metragem)
- The Other Girl(curta-metragem)
- Shadows(curta-metragem)
- The Three Scratch Clue(curta-metragem)
- In the Moon's Ray (curta-metragem)
- The Man for A'That (curta-metragem)
- Yarn a-Tangle (curta-metragem)
- The Mystery of Room 643 (curta-metragem)
- Ashes of Hope(curta-metragem)
- The Voice in the Wilderness(curta-metragem)
- Blood Will Tell(curta-metragem)
- The Elder Brother(curta-metragem)
- Jane(curta-metragem)
- Finger Prints(curta-metragem)
- The Countess(curta-metragem)
- Trinkets of Tragedy(curta-metragem)
- A Night with a Million (curta-metragem)
- The Night Hawks(curta-metragem)
- His Stolen Fortune(curta-metragem)
- One Wonderful Night
- The Motor Buccaneers (curta-metragem)
- The Masked Wrestler (curta-metragem)
- Ambushed (curta-metragem)
- Under Royal Patronage(curta-metragem)
- The Plum Tree (curta-metragem)
- Sparks of Fate (curta-metragem)
- A Splendid Dishonor(curta-metragem)
- The Other Man (curta-metragem)
- In the Glare of the Lights (curta-metragem)
- The Private Officer (curta-metragem)
- The Unplanned Elopement(curta-metragem)
- The Prince Party(curta-metragem)
- Scars of Possession (curta-metragem)
- The Fable of the Bush League Lover Who Failed to Qualify
- Every Inch a King (curta-metragem)
- The Battle of Love
- Any Woman's Choice (curta-metragem)

### 1915
- The Shanty at Trembling Hill (curta-metragem)
- The Gallantry of Jimmy Rodgers (curta-metragem)
- The Ambition of the Baron (curta-metragem)
- Thirteen Down (curta-metragem)
- The Accounting (curta-metragem)
- Stars Their Courses Change (curta-metragem)
- The Great Silence (curta-metragem)
- Graustark
- The Return of Richard Neal (curta-metragem)
- Thirty (curta-metragem)
- The Slim Princess
- Providence and Mrs. Urmy (curta-metragem)
- The Second in Command
- The Silent Voice
- Pennington's Choice

### 1916
- Man and His Soul
- The Red Mouse
- The Wall Between
- A Million A Minute
- The Voice in the Darkness (curta-metragem)
- A Virginia Romance (curta-metragem)
- In the Diplomatic Service
- Romeo and Juliet

### 1917
- The Great Secret (seriado)
- Their Compact
- The Adopted Son
- The Voice of Conscience
- Red, White and Blue Blood

### 1918
- Under Suspicion
- The Brass Check
- With Neatness and Dispatch
- Cyclone Higgins, D.D.
- Social Quicksands
- A Pair of Cupids
- The Poor Rich Man

### 1919
- God's Outlaw
- Daring Hearts

### 1920s
- Smiling All the Way (1920)
- Making the Grade (1922)
- According to Hoyle (1922)
- Modern Marriage (1923)
- The Masked Bride (1925)
- Ben-Hur (1925)
- Playing the Swell (1926) short
- The Marriage Clause (1926)
- The Lady in Ermine (1927)
- The Flag: A Story Inspired by the Tradition of Betsy Ross (1927)
- The Thirteenth Juror (1927)
- The Man Higher Up(1928)
- Una nueva y gloriosa nacion (1928)
- The Grip of the Yukon (1928)
- Say It with Sables (1928)
- Midnight Life (1928)

### 1930s
- Call of the Circus (1930)
- The Dude Wrangler (1930)
- Once a Gentleman (1930)
- Watch Beverly (1932)
- Hollywood Boulevard (1936)
- Dick Tracy (seriado, 1937)
- Thoroughbreds Don't Cry (1937)

### 1940s
- Peer Gynt (1941)
- Mr. Celebrity (1941)
- Silver Queen (1942)
- Wilson (1944)

### 1950s
- Hollywood Story (1951)
- David and Bathsheba (1951)
- Apache Country (1952)
- The Bad and the Beautiful (1952)
- Sabrina (1954)
- The Story of Mankind (1957)

### 1960s
- 12 to the Moon (1960)
- The Phantom Planet (1961)
- The Ghost in the Invisible Bikini (1966)